# نزاهة أكاديمية
النزاهة الأكاديمية هي رمز أخلاقي تتضمن الالتزام بمجموعة من القيم الأدبية والأمانة التعليمية متشكلة بمنظومة أخلاقية في الوسط الأكاديمي كما في النشر الأكاديمي أو الإختبارات الأكاديمية، والتي تساهم في رفع المعايير الأكاديمية، وتفعيل القيم التربوية السلوكية كتجنب الغش والإنتحال الفكري، وكذلك أعمال أخرى كالتلاعب بالنتائج، التحيز، أو تزوير المستندات الأكاديمية، والذ يُعرف بالخيانة الأكاديمية .

## تاريخ
ظهرت النزاهة الأكاديمية بشكل قانوني بدائي في أواخر القرن الثامن عشر في الولايات المتحدة. وارتبطت النزاهة الأكاديمة بميثاق الشرف، والذي يقوم على نظام مراقبة الطالب لنفسه بصرامة ليُطلَق عليه اسم "ميثاق الشرف الأكاديمي"، والذي اسسه توماس جيفرسون بشكل أولي عام 1779. ثم تطور المفهوم في نهاية القرن التاسع عشر، حتى أطلق الأمريكي دون مكابي مصطلح النزاهة الأكاديمية على المفهوم في أواخر القرن العشرين.
بداية ثورة المعلومات ودخول البشرية في عصر المعلومات والإنترنت أدى إلى ظهور تحديات جديدة في تقويم النزاهة الأكاديمية، بسبب انتشار السرقة الفكرية، واستخدام مصادر ذات جودة رديئة للمعلومات من الإنترنت. في الجانب الآخر، فقد ساهمت التكنولوجيا في الكتابة بشكل تعاوني، وكذلك في كشف عمليات الغش والتزوير بشكل أسهل.